# گرتویتس
گرتویتس (به آلمانی: Gertewitz) یک شهر در آلمان است که در تورینگن واقع شده‌است. گرتویتس ۱۷۹ نفر جمعیت دارد.